# Christopher Nordmeyer
Christopher Nordmeyer (* 17. November 1967) ist ein deutscher Handballtrainer und ehemaliger Handballspieler.
Nordmeyer spielte seit 1975 bei der TSV Burgdorf. Zur Saison 2005/06 stieg er mit der TSV Hannover-Burgdorf, der Profimannschaft der Burgdorfer, in die 2. Handball-Bundesliga auf. Nachdem die TSV am Ende der Saison 2008/09 in die erste Liga aufstieg, beendete er seine Spielerkarriere.
Als die TSV Hannover-Burgdorf im Februar 2011 ihren Trainer Aron Kristjánsson beurlaubte, übernahm Christopher Nordmeyer für vier Jahre das Traineramt der Bundesligamannschaft. In der Saison 2012/13 erreichte das Team den sechsten Tabellenplatz und qualifizierte sich damit für den EHF Europa Pokal 2013/14.
2022 wurde er Trainer der deutschen Juniorinnen-Nationalmannschaft. Bei der U-19-Handball-Europameisterschaft der Frauen 2025 führte er die Mannschaft zum Turniererfolg.